# Maria Luisa Altieri Biagi
Maria Luisa Altieri Biagi (Venecia, 9 de abril de 1930-Bolonia, 29 de noviembre de 2017) fue una lingüista y gramática italiana.

## Biografía
Estudia letras en la Universidad de Florencia, donde fue alumna del glotólogo Giacomo Devoto. Se ha dedicado a la historia del idioma italiano, dictando cátedra en las universidades de Cagliari, Bolonia y Trieste. También se ha dedicado a la lingüística textual, los lenguajes sectoriales, la didáctica del idioma italiano y a la estilística.
Es académica emérita de la Accademia della Crusca y de la Accademia delle Scienze di Bologna.
En 2002, el presidente Carlo Azeglio Ciampi le confirió la medalla de oro a las ciencias y la cultura.

## Algunas publicaciones
- Galileo e la terminologia tecnico-scientifica, Firenze: L. S. Olschki, 1965

- La lingua italiana. Storia e problemi attuali, Torino: ERI, 1968, 19792 (con Giacomo Devoto)
- Scienziati del seicento, Milano: Rizzoli, 1968

- Guglielmo volgare. Studio sul lessico della medicina medioevale, Bologna: Forni, 1970 (su Guglielmo da Saliceto)

- La lingua italiana. Segni, funzioni, strutture. Per il biennio delle scuole superiori, Milano: Mursia, 1973 (con Luigi Heilmann)

- Dalla lingua alla grammatica. Segni, funzioni e strutture per la scuola media inferiore, Milano: Mursia, 1974 (con Luigi Heilmann)

- Per una ricerca interdisciplinare sull'apprendimento, in La riforma possibile, Milano: Feltrinelli, 1975

- Didattica dell'italiano, Milano: Bruno Mondadori, 1978

- Per una didattica interdisciplinare nella scuola media, (a cura di, con Emilio Pasquini e Francesco Speranza), Bologna: Il mulino, 1979

- La lingua in scena, Bologna: Zanichelli, 1980

- Scienziati del Seicento, v. II di Galileo e gli scienziati del Seicento (a cura di, con Bruno Basile), Milano-Napoli: Ricciardi, 1980

- Oggetto, parola, numero. Itinerario didattico per gli insegnanti del primo ciclo (con Francesco Speranza), Bologna: Nicola Milano, 1981, 19872

- Una esperienza interdisciplinare nella scuola media (a cura di), Bologna: Il mulino, 1982

- La grammatica dal testo. Grammatica italiana e testi per le scuole medie superiori, Milano: Mursia, 1982

- Guida all'analisi dei testi, Milano: Mursia, 1982

- Didattica dell'italiano, Milano: Bruno Mondadori, 1983

- Parola e comunicazione. Educazione all'uso della lingua e alla riflessione linguistica nella scuola media, Milano: Mursia, 1983

- Scienziati del Settecento (a cura di, con Bruno Basile), Milano-Napoli: Ricciardi, 1983

- Linguistica essenziale, Milano: Garzanti, 1985

- Il "Resto del carlino" in un secolo di storia, tra cronaca e cultura (a cura di), Bologna: Pàtron, 1985

- Insegnare la lingua italiana con i nuovi programmi nella scuola elementare (a cura di), Milano: Gruppo Editoriale Fabbri, 1986

- L'italiano dai testi. Grammatica italiana, Milano: Murcia, 1988

- Come si legge un testo. Da Dante a Montale (a cura di), Milano: Mursia, 1989

- Io amo, tu ami, egli ama... Grammatica per italiani maggiorenni, Milano: Mursia, 1989

- L'avventura della mente. Studi sulla lingua scientifica, Napoli: Morano, 1990

- Medicina per le donne nel Cinquecento (a cura di), Torino: Utet, 1992

- I mondi possibili. Antologia italiana per il biennio delle scuole superiori, Firenze: Le Monnier, 1994

- La programmazione verticale. Continuità dell'educazione linguistica dalla scuola primaria alla scuola superiore (a cura di), Firenze: La nuova Italia, 1994

- L'insegnamento della lingua italiana. Disciplina, metodologia e didattica, programmazione e valutazione (a cura di), Milano: Fabbri, 1995

- Fra lingua scientifica e lingua letteraria, Pisa: Istituti editoriali e poligrafici internazionali, 1998

- Lingue, stili, traduzioni. Studi di linguistica e stilistica italiana offerti a Maria Luisa Altieri Biagi, a cura di Fabrizio Frasnedi e Riccardo Tesi, con bibliografia a cura di Fabio Atzori e Cristiana De Santis, Firenze: Cesati, 2004

- Parola, Torino: Rosenberg & Sellier, 2012